# خوک‌های جنگی
خوک‌های جنگی (انگلیسی: War Pigs) یک فیلم سینمایی آمریکایی در ژانر اکشن به کارگردانی رایان لیتل است که در سال ۲۰۱۵ منتشر شد. از بازیگران آن می‌توان به لوک گاس و دولف لاندگرن اشاره کرد.

## خلاصه فیلم
داستان در مورد کاپیتانی به نام جک ووسیک در طی جنگ جهانی دوم است که گروهی را برای نفوذ به سنگرهای نازی‌ها رهبری می کند. ماموریت آن‌ها که War Pigs نام دارد، نفوذ به پشت سنگرهای نازی‌ها و دزدیدن سلاحی پیشرفته است...